# Ґамеркі-Малі
Ґамеркі-Малі (пол. Gamerki Małe, нім. Klein Gemmern) — село в Польщі, у гміні Йонково Ольштинського повіту Вармінсько-Мазурського воєводства.